# Go West (álbum)
Go West es el cuarto álbum de estudio de la agrupación Village People, publicado el 26 de marzo de 1979. Contiene los exitosos sencillos "In the Navy" (#3 en la lista Billboard Hot 100, #2 en el UK Top 40) y "Go West", de la cual el dúo Pet Shop Boys realizó una reconocida versión en 1993. El álbum fue publicado en CD en 1999.

## Lista de canciones
Todas las canciones escritas por Henri Belolo, Jacques Morali y Victor Willis.
1. "In the Navy" – 5:39
2. "Go West" – 4:10
3. "Citizens of the World" – 5:32
4. "I Wanna Shake Your Hand" – 4:40
5. "Get Away Holiday" – 5:22
6. "Manhattan Woman" – 5:10